# Дымцево (Максатихинский район)
Дымцево — деревня в Максатихинском районе Тверской области, входит в состав Рыбинского сельского поселения.

## География
Деревня расположена в месте впадения речки Полейка в реку Топалка в 25 км на север от центра поселения села Сельцы и в 46 км на север от районного центра посёлка Максатиха.

## История
В 1720 году в селе Дымцево была построена деревянная Никольская церковь с 2 престолами. В 1900 году построена была каменная Церковь Казанской иконы Божией Матери.
В конце XIX — начале XX века село входило в состав Заручьевской волости Бежецкого уезда Тверской губернии. 
С 1929 года деревня являлась центром Дымцевского сельсовета Максатихинского района Бежецкого округа Московской области, с 1935 года — в составе Калининской области, с 1963 года — в составе Гостиницкого сельсовета, с 2005 года — в составе Будёновского сельского поселения, с 2014 года — в составе Рыбинского сельское поселение.

## Население
| 1859 | 2002 | 2008 | 2010 |
| ---- | ---- | ---- | ---- |
| 120  | ↘62  | ↘61  | ↘30  |

## Достопримечательности
В деревне расположены недействующая Церковь Казанской иконы Божией Матери (1900) и полуразрушенная деревянная Никольская церковь (1720).